# Aseroë rubra
Aseroë rubra, también llamado hongo estrella, es un hongo basidiomiceto del orden Phallales. Su gleba se sitúa en la base de los brazos. Su estructura es muy similar a la de una estrella. Se encuentra normalmente en zonas templadas y es bastante común en Australia, Tasmania, las islas del océano Pacífico y en California.
Es reconocible por su olor a excremento, que atrae gran cantidad de moscas, y su forma de anémona cuando madura.
Es el primer hongo australiano que fue descrito formalmente, fue clasificado en 1800 en Tasmania del sur por el botánico francés Jacques La Billardière.
Nace como un huevo enterrado en la tierra y aflora en forma de tallo blanco. Después de algunos días surgen los brazos, de color rojo. Este hongo puede alcanzar una altura de 10 cm (centímetros). Presenta entre 6 y 9 brazos, que miden aproximadamente 3,5 cm cada uno.